# هوهن فورش
هوهن فورش (به آلمانی: Hohenfurch) یک شهر در آلمان است که در بایرن واقع شده‌است.

## خصوصیات
هوهن فورش ۱۲٫۴۱ کیلومترمربع مساحت دارد ۶۹۹ متر بالاتر از سطح دریا واقع شده‌است.